# بایارکه
بایارکه (به اسپانیایی: Bayarque) دهستانی در استان آلمریای اسپانیا است.
در این دهستان ۲۵۰ نفر زندگی می‌کنند. مساحت این دهستان ۲۶٫۰۶ کیلومتر مربع است.